# Cayaponia tessmannii
Cayaponia tessmannii är en gurkväxtart som beskrevs av Hermann August Theodor Harms. Cayaponia tessmannii ingår i släktet Cayaponia och familjen gurkväxter. Inga underarter finns listade i Catalogue of Life.